# Seznam dřevěných kostelů přemístěných do Česka
Seznam dřevěných kostelů přemístěných do Česka obsahuje kostely původně postavené na Slovensku a v oblasti Podkarpatské Rusi na Ukrajině a přemístěné v dobách první Československé republiky na území Česka. Je řazen podle lokace.

## Seznam
| Kostel                                   | Obrázek | Kategorie Commons                                                                                 | Lokace                  | Poznámka | Souřadnice                       |
| ---------------------------------------- | ------- | ------------------------------------------------------------------------------------------------- | ----------------------- | --- | -------------------------------- |
| Kostel Církve československé husitské    |         | Kategorie „Church of Saint Paraskiva (Blansko)“ na Wikimedia Commons                              | Blansko                 | přenesen roku 1935; pochází z Nižního Seliště u Chustu na Podkarpatské Rusi                                                                                                | 49°21′41″ s. š., 16°38′50″ v. d. |
| Kostel Všech svatých                     |         | Kategorie „Wooden orthodox church, Dobříkov“ na Wikimedia Commons                                 | Dobříkov                | přenesen roku 1930; pochází z Velké Kopaně na Podkarpatské Rusi, roku 1857 přemístěn do Cholmovce                                                                          | 50°0′4″ s. š., 16°8′10″ v. d.    |
| Kostel svatého Mikuláše                  |         | Kategorie „Church of Saint Nicholas (Hradec Králové)“ na Wikimedia Commons                        | Hradec Králové          | přenesen roku 1934; pochází z obce Habura na Slovensku jako chrám svatého Michaela archanděla                                                                              | 50°12′23″ s. š., 15°49′40″ v. d. |
| Kostel svatého Prokopa a svaté Barbory   |         | Kategorie „Church of Saints Procopius and Barbara (Kunčice pod Ondřejníkem)“ na Wikimedia Commons | Kunčice pod Ondřejníkem | přenesen roku 1931; pochází z obce Hliňance u Čynadijova na Podkarpatské Rusi; bojkovského typu                                                                            | 49°32′7″ s. š., 18°18′10″ v. d.  |
| Kostel Proměnění Páně a svatého Mikuláše |         | Kategorie „Wooden Greek Catholic church in Nová Paka“ na Wikimedia Commons                        | Nová Paka               | přenesen roku 1930; pochází z Obavy u Mukačeva na Podkarpatské Rusi, kam byl přemístěn roku 1788 ze slovenské obce Smrečany; původní zasvěcení Zesnutí Přesvaté Bohorodice | 50°29′41″ s. š., 15°31′27″ v. d. |
| Chrám svatého archanděla Michaela        |         | Kategorie „Orthodox church of Saint Michael the Archangel (Smíchov)“ na Wikimedia Commons         | Praha-Smíchov           | přenesen roku 1929; pochází z Medvedovců u Mukačeva na Podkarpatské Rusi, kam byl přemístěn roku 1793 z obce Velyki Lučky; 28. října 2020 vyhořel                          | 50°4′42″ s. š., 14°23′54″ v. d.  |